# Sondre Guttormsen
Sondre Mogens Guttormsen (Davis, Estados Unidos, 1 de junio de 1999) es un deportista noruego que compite en atletismo, especialista en la prueba de salto con pértiga.
Ganó dos medallas en el Campeonato Europeo de Atletismo en Pista Cubierta, en los años 2023 y 2025.
Participó en dos Juegos Olímpicos de Verano, en los años 2020 y 2024, ocupando el octavo lugar en París 2024, en su especialidad.

## Palmarés internacional
| Campeonato Europeo en Pista Cubierta | Campeonato Europeo en Pista Cubierta | Campeonato Europeo en Pista Cubierta | Campeonato Europeo en Pista Cubierta |
| Año                                  | Lugar                                | Medalla                              | Prueba                               |
| ------------------------------------ | ------------------------------------ | ------------------------------------ | ------------------------------------ |
| 2023                                 | Estambul (Turquía)                   | Medalla de oro                       | Salto con pértiga                    |
| 2025                                 | Apeldoorn (Países Bajos)             | Medalla de bronce                    | Salto con pértiga                    |